# Étang de Moulzoune
L'étang de Moulzoune est un plan d'eau artificiel situé dans le massif de Tabe, dans le département de l'Ariège dans les Pyrénées françaises.

## Géographie
Situé à 1 365 m d'altitude dans un environnement forestier sur le territoire communal de Montferrier, l'étang a une superficie de 1,3 ha due à un barrage. Son émissaire est le ruisseau de l'Escloupet, affluent du ruisseau de l'Encantat, lequel se jette dans le Touyre au village de Montferrier. 

## Activités

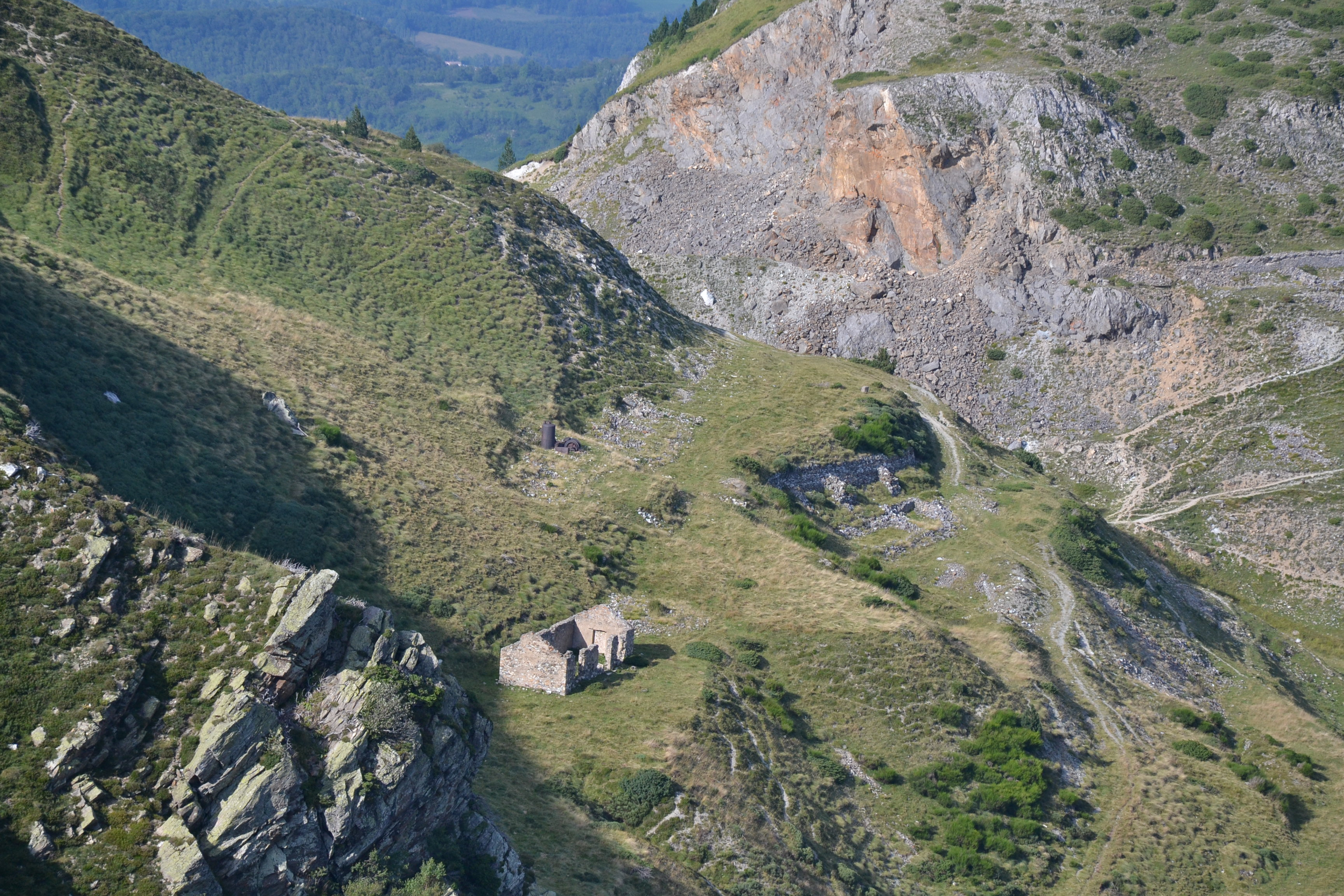
Ancienne carrière de talc de la Porteille

### Pisciculture
L'étang artificiel sert à l'élevage d'alevins de saumon atlantique destinés au repeuplement des rivières du bassin de la Garonne.

### Randonnée
L'étang constitue un objectif de randonnée pouvant être élargi aux anciennes mines de Fangas et de la Porteille, à ne pas confondre avec l'impressionnante carrière de talc de Trimouns en exploitation sur les pentes Est du pic de Soularac (2 368 m).
Les abords de l'étang ont été aménagés avec tables de pique-nique et barbecues mais la baignade est interdite.

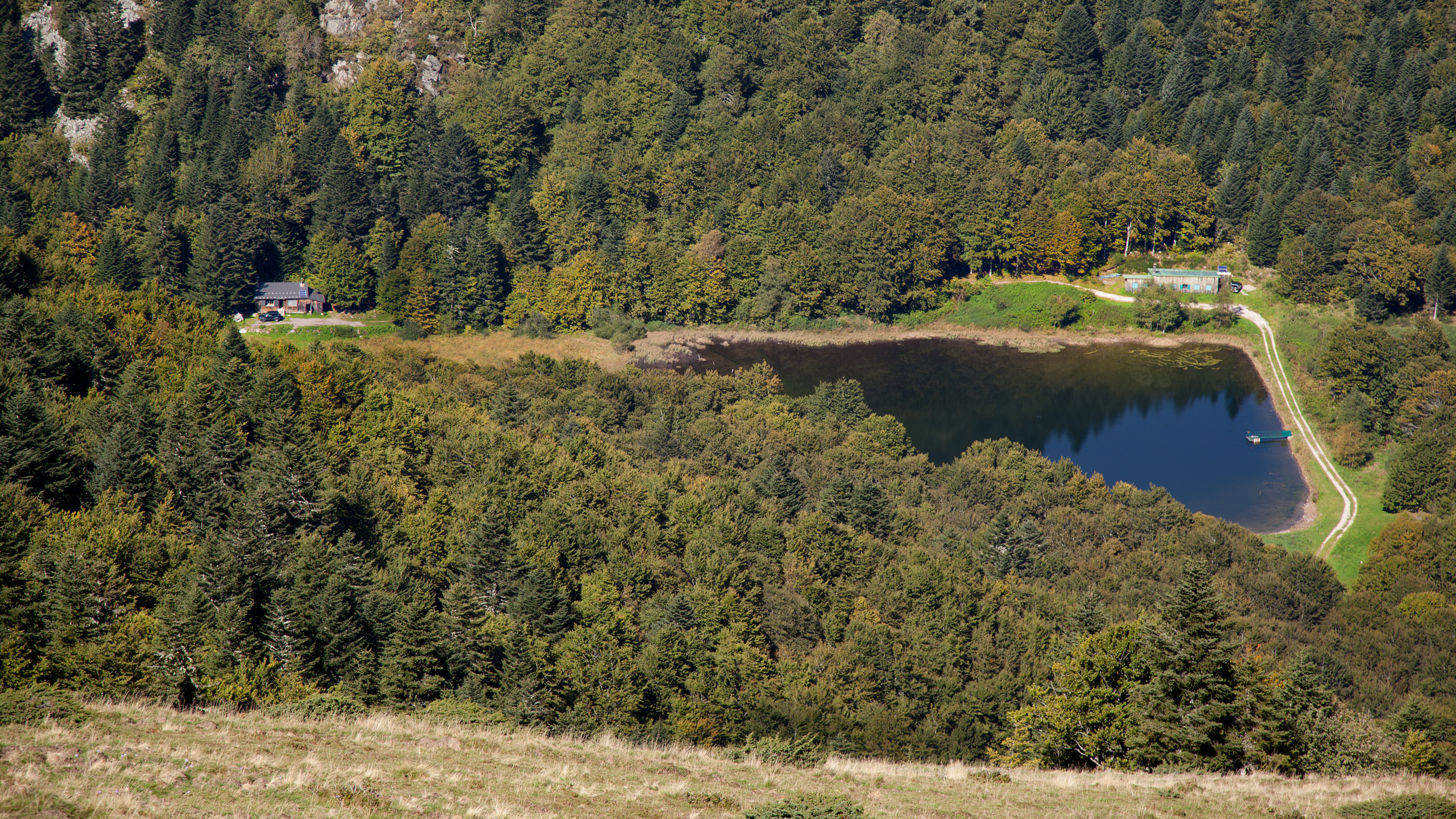
L'étang vu du col de la Porteille.
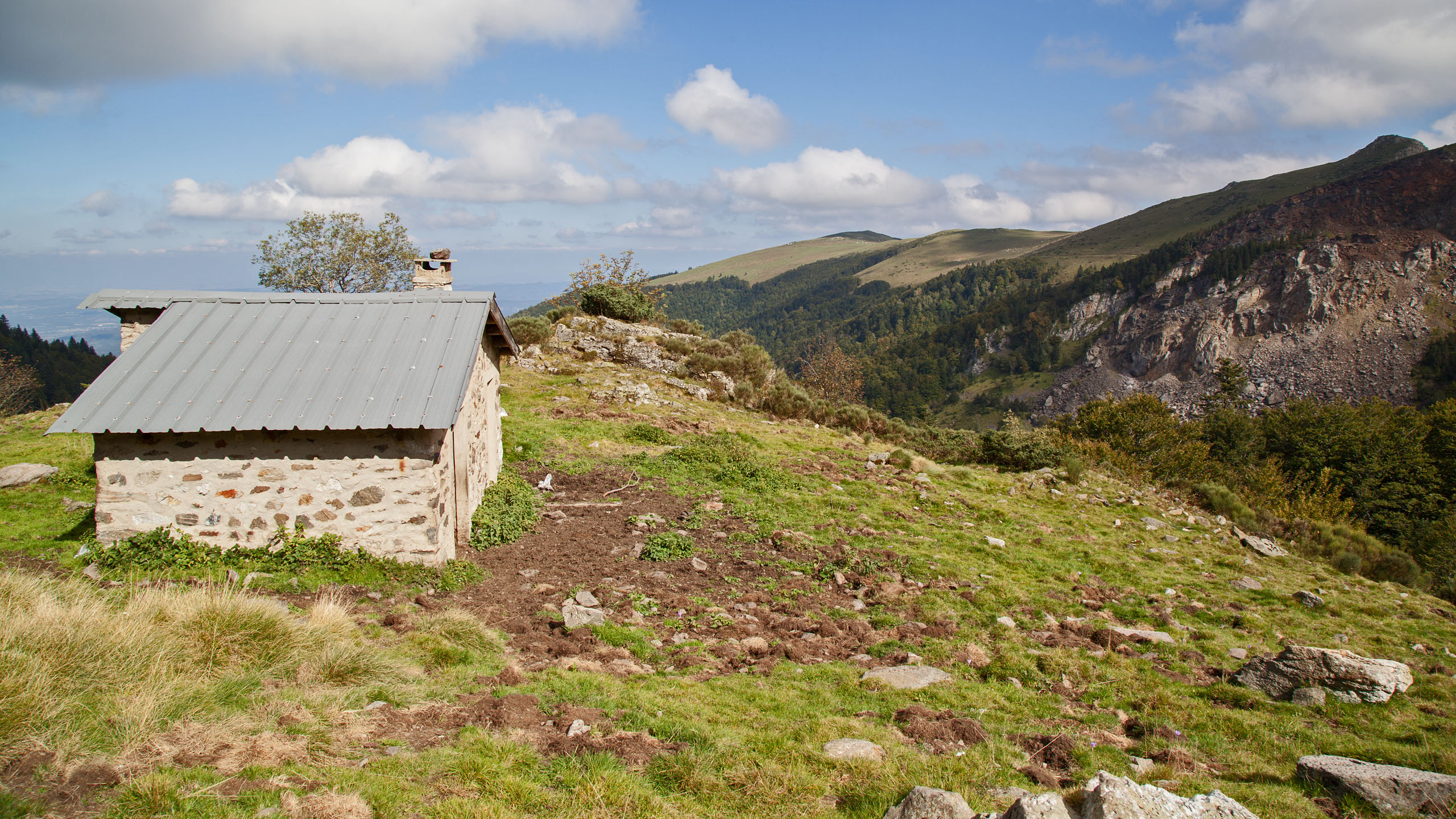
La cabane du vacher proche de l'étang.
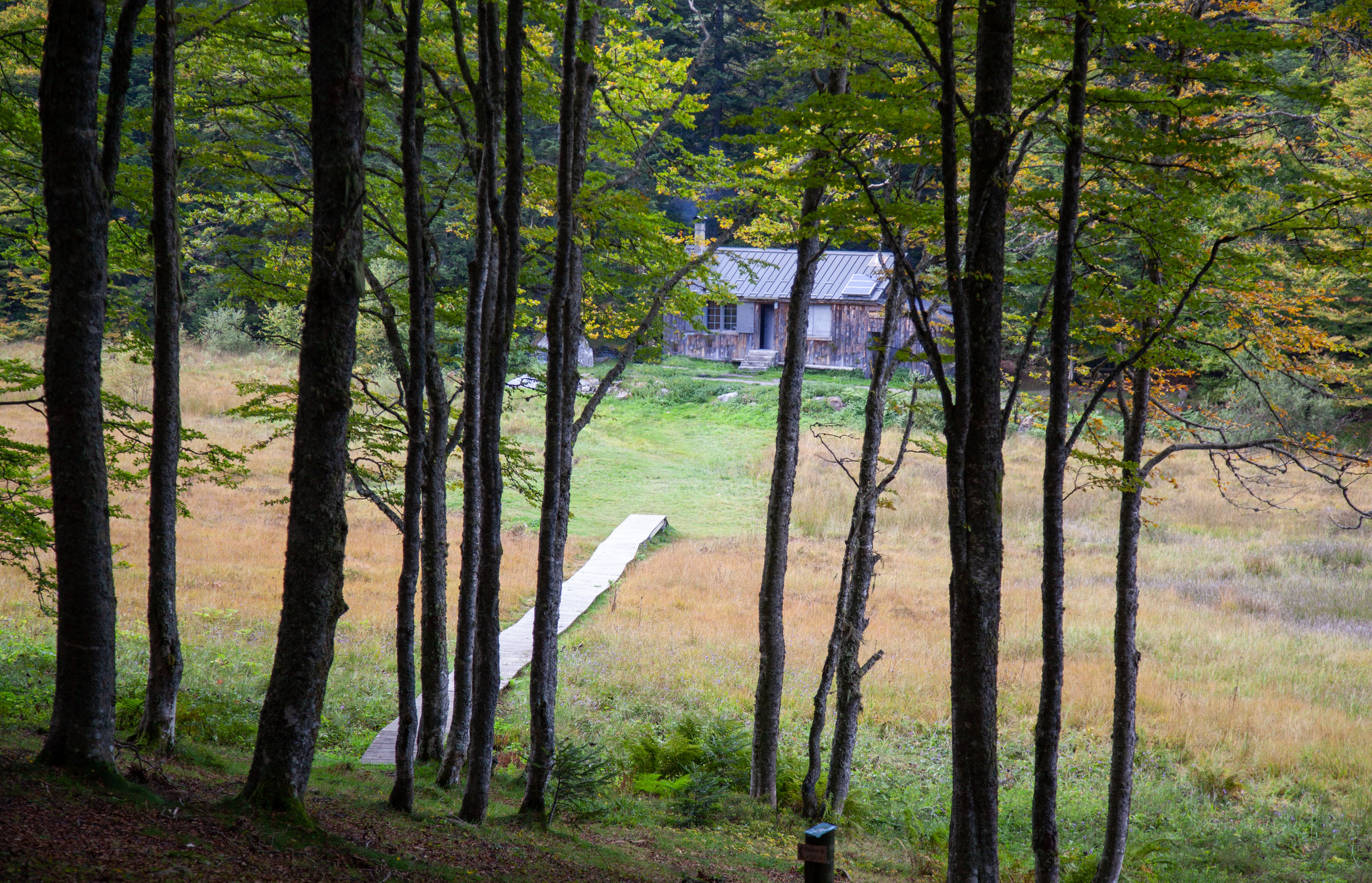
La queue de l'étang.